# Carugate
Carugate (Carugaa in dialetto milanese, AFI: [karyˈɡɑː]) è un comune italiano di 15 703 abitanti della città metropolitana di Milano in Lombardia. Si trovava nel territorio storico del Vimercatese, da cui però si è separato, essendo l'unico a non aver aderito alla nuova provincia di Monza e della Brianza nel 2004.

## Origini del nome
L'etimologia del nome non è chiara. Alcune tra le molte idee proposte sono: carrucata, "superficie di terra che un contadino può coltivare con un paio di buoi"; carrivium, "strada per i carri"; callugate, "terre caliginose"; el caraga, "insetto parassita della vite" e carugol, "attrezzo per battere il grano".

## Storia
Le vicende storiche di Carugate sono comuni a quelle di tutta questa zona della Lombardia, popolata un tempo dai popoli Orobi, dai Liguri, Celti ed Etruschi, soppiantati poi dai Romani. Quindi vennero i Longobardi convertiti al cristianesimo e le invasioni del Barbarossa.
Secondo una tradizione a Carugate visse santa Marcellina, sorella di sant'Ambrogio e san Satiro, consacrata nella notte di Natale del 352.
La villa dove santa Marcellina si ritirò con le consorelle a pregare divenne un monastero benedettino, secondo un documento del 1398. Ancora oggi la santa è celebrata nel paese, assieme al patrono sant'Andrea.
Dagli inizi del XX secolo a Carugate si è aggiunta all'attività agricola la lavorazione della seta. Fino agli anni trenta, inizio della produzione di fibre sintetiche e crisi della seta, erano attive a Carugate quattro filande.
Nel dopoguerra l'industrializzazione è notevolmente aumentata in tutta l'area a est di Milano e a Carugate si sono insediate diverse aziende di rilievo nei settori delle macchine di movimentazione terra, della lavorazione del legno e dell'elettronica, ed è attiva una cooperativa di artigiani dell'arredamento.
Nel 1972, un notevole impulso commerciale s'ebbe con la costruzione d'un centro commerciale del gruppo francese Carrefour (allora il centro commerciale si chiamava Euromercato, oggi porta il nome di "Carosello"), attualmente affiancato da un IKEA ed un Leroy Merlin. Negli ultimi anni del secolo si sono aggiunti altri grandi magazzini nelle immediate vicinanze, e Carugate ha incrementato ulteriormente la propria espansione urbanistica a danno dei terreni agricoli che ancora abbondavano negli anni ottanta.
È stato il secondo paese in Europa, dopo Barcellona, ad adottare le norme delle "abitazioni ecologiche".
Dal 2015 fa parte della Zona omogenea Adda Martesana della città metropolitana di Milano.

### Simboli
Lo stemma e il gonfalone sono stati concessi con regio decreto del 2 settembre 1938.
L'oro e il rosso delle sbarre derivano dallo stemma dell'antica famiglia dei de Gallarane, illustrato a p. 163 dello Stemmario Trivulziano (fasciato ondato di rosso e d'oro; al capo dell'Impero). La figura del castello potrebbe ricollegarsi alla figura di una porta, ripresa dallo stemma della famiglia Giulini della Porta, erede dei Gallerani; i due alberi che fiancheggiano il castello traggono invece la loro origine dallo stemma dell'antica famiglia lombarda dei Silva, un ramo della quale si è estinto nei Ghirlanda, grandi proprietari terrieri di Carugate.
Il gonfalone è un drappo interzato in palo di giallo, di rosso e di bianco.

## Monumenti e luoghi d'interesse
- Chiesa di Santa Maria, da cui è andato perduto, in seguito al susseguirsi di restauri, un affresco di Cesare Procaccini rappresentante l'ascensione della Vergine.[senza fonte]

- La villa Gallerani, di origine cinquecentesca, è una costruzione padronale sobria negli esterni e circondata da un ampio e folto giardino. All'interno è presente un soffitto affrescato con motivi allegorici policromi e temi di caccia e pesca. La villa è privata e non visitabile per il pubblico se non con rarissime eccezioni[8].

- Il Bosco Villoresi, un'oasi naturalistica nata nel 1993 da una collaborazione tra il comune di Carugate e il WWF[9].

## Società

### Evoluzione demografica
- 675 nel 1751
- 877 nel 1771
- 789 nel 1805
- 1 495 dopo annessione di Cassina Baraggia nel 1809
- 1 599 nel 1853
- 1 670 nel 1859

Abitanti censiti

### Etnie e minoranze straniere
Secondo i dati ISTAT al 31 dicembre 2010 la popolazione straniera residente era di 1 091 persone. Le nazionalità maggiormente rappresentate in base alla loro percentuale sul totale della popolazione residente erano:
- Romania 659 4,53%

### Religione
La maggior parte degli abitanti è di religione cattolica
Fa parte dell'Arcidiocesi di Milano

## Infrastrutture e Trasporti
Carugate è attraversato dalla Tangenziale EST di Milano. L'uscita omonima è la nº14.
Inoltre attraversato dalle seguenti strade provinciali:
- - La 208 porta da Brugherio a Carugate
- - La 121, dal vicino casello Agrate della A4, attraversa Carugate e va fino a Cernusco sul Naviglio.

A Carugate è presente una linea autobus interurbana della NET/ATM, la Z305 che porta alle stazioni della metropolitana, linea M2, di Milano (fermate Cologno Nord e Villa Fiorita, quest'ultima situata nel territorio di Cernusco sul Naviglio), passando per Brugherio.

## Amministrazione
| Periodo        | Periodo        | Primo cittadino | Partito                    | Carica  | Note   |
| -------------- | -------------- | --------------- | -------------------------- | ------- | ------ |
| 5 giugno 2016  | 3 ottobre 2021 | Luca Maggioni   | Lista Civica: Pro Carugate | Sindaco | [ 11 ] |
| 3 ottobre 2021 | in carica      | Luca Maggioni   | Lista Civica: Pro Carugate | Sindaco | [ 11 ] |